# 南緯46度線
南緯46度線（なんい46どせん）は、地球の赤道面より南に地理緯度にして46度の角度を成す緯線。南緯46度線はその大部分が公海上を走っており、大西洋、インド洋、太平洋、ニュージーランド、チリ、アルゼンチンを通過する。
この緯度の下では、夏至点時は15時間45分で、冬至点時の可照時間は8時間38分である。

## 通過する地域一覧
南緯46度線は、本初子午線から東に向かって以下の場所を通っている。
| 地理座標                                               | 国土・領土・領海 | 備考                                                                                          |
| ------------------------------------------------------ | ---------------- | --------------------------------------------------------------------------------------------- |
| 南緯46度0分 東経0度0分 / 南緯46.000度 東経0.000度      | 大西洋           |                                                                                               |
| 南緯46度0分 東経20度0分 / 南緯46.000度 東経20.000度    | インド洋         | クローゼー諸島（ フランス領南方・南極地域）〔Île aux CochonsとÎlots des Apôtresの間を通過〕。 |
| 南緯46度0分 東経147度0分 / 南緯46.000度 東経147.000度  | 太平洋           | タスマン海                                                                                    |
| 南緯46度0分 東経166度26分 / 南緯46.000度 東経166.433度 | ニュージーランド | 南島、ダニーデン市のちょうど南を通過。                                                        |
| 南緯46度0分 東経170度15分 / 南緯46.000度 東経170.250度 | 太平洋           |                                                                                               |
| 南緯46度0分 西経75度2分 / 南緯46.000度 西経75.033度    | チリ             |                                                                                               |
| 南緯46度0分 西経71度38分 / 南緯46.000度 西経71.633度   | アルゼンチン     | チュブ州とサンタクルス州の州境となる緯線である。                                              |
| 南緯46度0分 西経67度35分 / 南緯46.000度 西経67.583度   | 大西洋           |                                                                                               |